# Dronero
Dronero là một đô thị tại tỉnh Cuneo trong vùng Piedmont của Italia, vị trí cách khoảng 70 km về phía tây nam của Torino và khoảng 15 km về phía tây bắc của Cuneo. Tại thời điểm ngày 31 tháng 12 năm 2004, đô thị này có dân số 7.142 người và diện tích là 58,9 km².
Đô thị Dronero có các frazione (đơn vị cấp dưới) Tetti Monastero Pratavecchia Ricogno Ponte Bedale.
Dronero giáp các đô thị: Busca, Caraglio, Cartignano, Castelmagno, Montemale di Cuneo, Monterosso Grana, Pradleves, Roccabruna, San Damiano Macra và Villar San Costanzo.